# 乌拉卡尔
乌拉卡尔，是西班牙安达卢西亚自治区阿尔梅里亚省的一个市镇。 总面积26平方公里，总人口340人（2001年），人口密度13人/平方公里。